# 蒟蒻問答

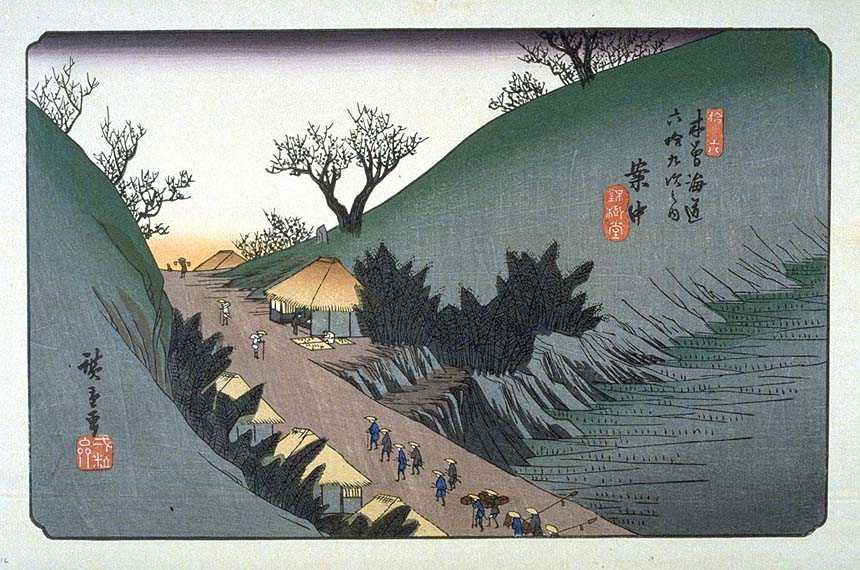
物語の舞台となる安中を描いた
歌川広重の版画
（木曾街道六拾九次 安中）

『蒟蒻問答（）』は古典落語の演目。上方落語では『餅屋問答（）』として演じられる 。
荒れ寺の住職代わりになった蒟蒻屋の男に法論を挑んだ旅の僧が「無言の行」で問答のやり取りをし、僧は「負けた」と退散したが、男は全く別の意味に捉えて腹を立てていたという内容。身振り手振りを交えた仕方噺の代表的な噺である。
5代目古今亭志ん生や8代目林家正蔵や6代目春風亭柳橋や6代目三遊亭圓生や5代目柳家小さんらの高座で知られる。六兵衛と僧侶との問答のくだりは、音声のみの場合は伝わりにくい場面だが、5代目古今亭志ん生は1956年（昭和31年）4月にこの噺をラジオで演ったことがあり、その時は志ん生が無言になるタイミングでアナウンサーが都度説明を入れていた。

## 作者と原話
一般には托善正蔵とも呼ばれた幕末の2代目林屋正蔵 の作とされる。この異名の托善とは、もともと僧侶であった2代目正蔵の戒名（法名）であり、この噺に登場する旅僧の名前となっている。しかし、東大落語会によれば、岩波文庫の『桃太郎・舌きり雀・花咲か爺 -日本の昔話（II）-』（関敬吾編）に長野県下伊那郡の民話として「こんにゃく問答」が載っていると言い、また貞享年間に出版された『当世はなしの本』にも同様の小咄「ばくちうち長老に成（る）事」が見られ、それら古くから伝わる民話を改作して一席の噺にしたのではないかともされる。武藤禎夫は、これとは別に2代目三笑亭可楽となった僧侶出身の桜川友成を作者とする暉峻康隆の説を紹介しながらも、（2代目正蔵説とともに）「確証はない」とする。武藤は「市井の文人が考えつくモチーフではなく、僧門に関係のあったものの息がかかっている」と指摘し、中国明代の戯曲作家である李開先の『打唖禅院本』の説話（和尚が肉屋と「唖禅」（無言での問答）をして肉屋が勝つ内容）やトルコの『ナスレッティン・ホジャ物語』、さらに中国・朝鮮・日本にも見られる同様の民話などの先行する素材をモチーフに、禅宗で使用された「公案解答」（無言問答の答え方を書いた書物）を直接の原本として作られたと推測している。

## あらすじ
上州の安中に六兵衛という蒟蒻屋がいた。かつては江戸のやくざ者であったが、今は堅気となって田舎暮らしをしている。面倒見の良い親分肌で、江戸から逃げてきた銭の無い若い衆が六兵衛を頼って訪ねてくるとしばらく世話をしてやり、いくばくかの銭を渡して江戸に帰らせてやっていた。八公もその一人だが、いつまで経っても江戸に帰りたがらず、仕事もしたがらない。困った六兵衛は近所の禅寺がしばらく無住だったことを思い出し、八公にそこの坊主になることを勧める。渋々その寺の坊主になった八公であったが、田舎寺のためそうそう弔いなどもなく、怪しいお経を読み、寺男を相手に酒を呑んではだらだらと過ごしていた。
ある日、越前の永平寺の沙弥托善と名乗る旅僧が訪ねてきて、この寺の大和尚と問答をしたいと願い出る。禅問答などしたこともない八公は、「和尚は今出掛けているから」と嘘をついて旅僧を追い返そうとするが、旅僧のほうは和尚の帰りをいつまでも待つ、と一歩も引かない。どこかへ逃げようかと考えた八公だったが、そこに現れた六兵衛が話を聞き「俺が和尚のふりをして何とか追い返してやる」と申し出る。
そんな企みがあるとは知らず旅僧は、案内（あない）に連れられ門を入り、竜のひげを踏み、玄関の熊笹を分け、幅広の障子を左右に開く。寺は古いが曠々（広々）としたもので、高麗縁の薄畳は雨漏りのため茶色と変じ、狩野法眼元信の描きしかと謳われたる格天井の一匹龍は鼠の小便のために胡粉地のみとあいなり、金泥の巻柱は剥げ渡り、欄間の天人は蜘蛛の巣に綴じられ、幡天蓋は朝風のために翩翻と翻る。正面には釈迦牟尼仏、左の方には禅宗の開山達磨の僧。一段高きところには法壇を設け、一人の老僧。頭には帽子（もうす）をいただき手には払子をたずさえ、まなこ半眼に閉じ、坐禅観法寂寞として控えしは、当山の大和尚とは真っ赤な偽り。なんにも知らない蒟蒻屋の六兵衛。
旅僧が本堂に踏み入れると袈裟を着て和尚になりすました六兵衛が待ち構えている。しかし、当然ながら六兵衛に禅問答の知識などないため、旅僧から何を問われても無視してしびれを切らせようという作戦に出る。話かけても何も答えない相手を見て旅僧はこれは禅家荒行の無言の行であると勝手に勘違いし、ならばと身振り手振りで問いかける。旅僧が両手の指を付けて小さな輪を作ると、六兵衛は腕も使って大きな輪を作り、それを見た旅僧は平伏する。しからばと僧侶が10本の指を示すと、六兵衛は片手を突き出して5本の指を示し、再び僧侶は平伏する。最後に僧侶が指を3本立てる様子を見せると、六兵衛は片目の下に指を置いた。そこで僧侶は恐れ入ったと逃げ出すように本堂を出る。
陰から様子を見ていて驚いた八公は僧侶に負けた理由を訪ねた。旅僧曰く「途中から無言の行と気付き、こちらも無言でおたずねした。『和尚の胸中は』と問えば『大海のごとし』。では、『十方世界は』と問えば『五戒で保つ』と。最後に『三尊の弥陀は』と問うたところ、『眼の下にあり』とのお答えでありました。とても拙僧がおよぶ相手ではなかった」と語り、悄然と寺を立ち去った。
よくわからずも、とにかく六兵衛が禅問答に勝ったことに感心した八公が本堂に行くと六兵衛が激怒している。聞けば「あの坊主はふざけた奴だ、途中で俺が偽者でただの蒟蒻屋だと気付きやがった。『お前ん所の蒟蒻は小さいだろう』とバカにしやがるんで、『こんなに大きいぞ』と返してやった。野郎、『十丁でいくらだ』と聞くから『五百文』と答えたら、『三百文にまけろ』とぬかしやがったんで『あかんべぇ』をしてやった」

## 題材について
舞台の安中は現在の群馬県安中市に相当し、中山道の宿場町として栄え、江戸で食い詰めた人間が越後や信州に流れていく道筋にあった。また、周辺一帯は蒟蒻の産地として昔も今も知られている。

## バリエーション
上方落語では餅屋問答として蒟蒻屋が餅屋に代わり、舞台も上方の地になるが、話の筋は同じである。この餅屋問答について、 南方熊楠は、「ベロアルド・ド・ヴェルヴィル英語版記事」の『上達方』フランス語版記事100章にある、スイスのジュネーヴで「無言で手ぶりのみにて」問答をせんとするクリスチャンへ大工が挑んで勝った話がある旨、仏典に原典と思しき話がなく、かつ16世紀にはキリスト教徒もジェスチャーによる問答を行った点から、この話が「むかし南蛮やオランダ人から」伝播した可能性を示唆している。なお南方が1915年にこの類似性を指摘し、この話が「おそらくインド起源」で、ヨーロッパへ伝播したのではという文章を発表したところ、「『カリダーサ伝』に類話がある」「関東では『蒟蒻問答』という」「ザンジバルに同様の話がある」という指摘を受けた 。
1966年、八公（狂言回し）を立川談志が、六兵衛を柳家小さんが、托善を柳家小三治（当時「柳家さん治」）がリレー形式で演じている。
餃子の消費量が多い静岡県浜松市出身の瀧川鯉昇には、蒟蒻を餃子に変えたバージョンの『餃子問答』、舞台を小田原に変えて蒟蒻をかまぼこに変えた『蒲鉾問答』がある。